# Адхиратха
Адхира́тха (санскр. अधिरथ) — герой древнеиндийского эпоса «Махабхарата», возница из касты сутов, усыновивший Карну. Был колесничим царя Дхритараштры. Кунти родила Карну от бога Солнца Сурьи. Желая скрыть это, она бросила его в реку, где его нашёл Адхиратха и отдал своей жене Радхе, воспитавшей Карну как собственного сына.